# أمنحتب الثالث
أمنحتِپ الثالث (أحياناً يكتب أمنوفيس الثالث) هو تاسع فراعنة الأسرة الثامنة عشر، ومن أعظم حكام مصر على مر التاريخ. حكم مصر في الفترة ما بين (1391 ق.م. – 1353 ق.م.) أو (1388 ق.م. – 1351 ق.م.)

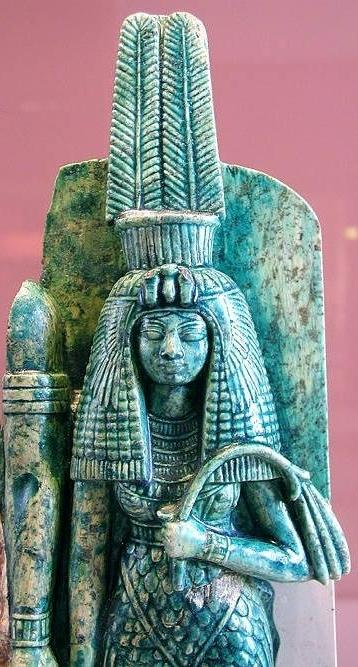
الملكة تيي.

أقصى حدود الإمبراطورية المصرية خلال القرن الخامس عشر قبل الميلاد.

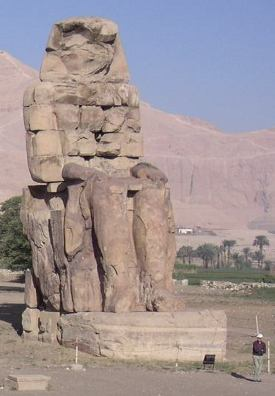
تمثال ممنون الشمالي.

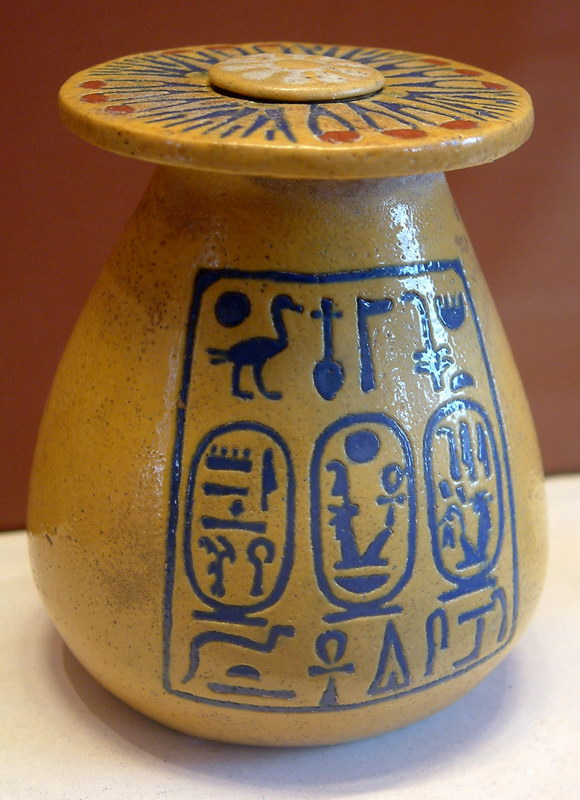
زهرية من عهد أمنحتب مكتوب عليها:
':
الملك، خرطوش (تيي [الملكة])، لها الصحة.
':
الإله الحسن، خرطوش (نب معات رع، معات تؤيد رع)، له الحياة.
':
أبن رع، خرطوش (أمن حتب حقا واسط، أي أمنحتب حاكم طيبة) دام إلى الأبد.

## اسمه بالهيروغليفية
مكتوب من اليسار إلى اليمين (كعادة المصريين القدماء)
| M17 | Y5 · N35 | R4 · X1 · Q3 |

أمنحتب (أمون حتب) 
 Jmn ḥtp 
 ومعناه «أمون راضي»

اسم آخر = 
| M17 | Y5 · N35 · R4 | S38 | R19 |

أمنحتب حقا واسط 
 
 Jmn ḥtp ḥq3 W3st 
، ومعناه: «أمنحتب حاكم طيبة»

## حكمه
كان أمنحتب الثالث في أوائل سنوات حكمه مهتما بالرياضة وخاصة الصيد والقنص حيث كان صيادا عظيما حيث عثر له على جعرانا يسجل فيه انه أقتنص مائة ثور برى في رحلة صيد ملكية استغرقت يومين وجعرانا آخرا أصدره في السنة العاشرة ذكر فيه أنه منذ ارتقائه العرش قتل 102 من الأسود في رحلات الصيد [بحاجة لمصدر]. وأبدى اهتماما قليلا للعمليات الحربية حيث واجه أمنحتب الثالث بعض القلاقل في السنة الخامسة من حكمه في بلاد كوش (النوبة) ولكن القتال كان يدور مع فئة قليلة من المتمردين. وبعد أن انتصر عليهم وسع رقعة ملكه حتى وصل إلى الشلال الرابع، وقد دوّن تذكار لهذه الحملة بالقرب على صخور جزيرة كونوسو بالنوبة، كما وصفت حملته على بلاد النوبة على لوحة سمنة وهى الآن في المتحف البريطانى.
وقد قامت ثورة أخرى في بلدة «أبهت» الواقعة بعد الشلال الثاني وكانت النوبة لها إدارة ذاتية بإشراف الأبن الملكى لكوش، فأرسل أمنحتب نائبه في أقطار الجنوب وابن الملك لقمع الثورة ولم يشترك فيها أمنحتب الثالث، واتسم معظم حكمه بالاستقرار والرخاء.

## آثاره
بنى امنحوتب معبدا في طيبة ولكنه دمر بالكامل بعد ذلك، كما بنى أيضا عدة معابد في طيبة، وفي الكرنك بنى معبد للإله مونتو إله الحرب الذي كان رب إقليم طيبة ثم حل محله الإله آمون، ومعبد آخر للآلهه موت زوجة الإله آمون رع.
كما ساهم في معبد آمون المعبد الرئيسي في الكرنك ببنائه الصرح الثالث للمعبد، وكان امنحتب مخلصا للإله رع وبنى له معبد الكرنك ليتجاوز الكهان عن أن أمه كانت امرأة أجنبية، وأعظم بناء أقامه أمنحتب في طيبة معبده الجنائزي، وجدت له آثار في الدلتا وطرة وفي بنها ومنف والجيزة والكاب وأرمنت وأيضا في سيناء.
لأمنحتب الثالث تمثالان جالسان يعرفان باسم تمثالي ممنون في طيبة الغربية، منحوت كل منهما من قطعة واحدة من الحجر الرملي الأحمر ويبلغ ارتفاعه 15 مترا بدون القاعدة أقامهما المهندس أمنحتب بن حابو، وكانا يزينا واجهة معبده الجنائزي، الذي دُمر بالكامل وهما الآن قائمين بجانب الطريق المؤدي إلى المعابد الملكية ومقابر الملوك الموجودة بالجبانة وسبب شهرة التمثالين أنه عندما حدث زلزال في عام 27 ق.م هز منطقة طيبة وأدى إلى انشطار التمثال الشمالي إلى نصفين عند وسطه وبعد ذلك كان الحجر يرسل ذبذبات صوتية عن طريق فعل داخلي ناتج عن التغيرات الفجائية للرطوبة ودرجة الحرارة عند الفجر فظهرت أسطورة ان التمثال يصدر أصوات رثاء أم البطل الأثيوبي ممنون أورورا ربة الفجر على ابنها الذي سقط في ميدان طروادة كل صباح ومنه أخذ اسم التمثالين
كما قام أمنحتب الثالث بإصدار العديد من الجعارين التذكارية نعرف منها خمس جعارين أبقاها الزمن، أقدمها يؤكد لقب الملكة تيي باعتبارها الملكة الرئيسية

## عائلته
تزوج أمنحتب الثالث في السنة الثانية لحكمه من الملكة تِيْيِ ولم يكن لها اصول ملكية ولكن والداها كانا يشغلان مناصبا راقية في الدولة، أنجبت له أمنحتب الرابع خليفته، الذي آمن بالإله الواحد ومثله في الشمس (آتون) كعاطية للحياة، وأسمى نفسه إخناتون ومعناه «ألمخلص لآتون». وكان لأمنحتب الثالث العديد من الزوجات منها زيجات دبلوماسية من أميرات أجنبيات مثل الأميرة جلوخيبا بنت ملك متنى (في العراق اليوم) وأميرة نهرين، وتزوج من اخته إيزيس. وفي العام الثلاثين من اخت أخرى له تدعى «ست أمون»، والمعروف أنه أنجب ستة من الأبناء منهم ولدان هما تحتمس وهو الأبن الأكبر ومات في حياته وأمنحتب الرابع، وأربعة بنات.
ويحتمل ان يكون امنحتب الرابع (إخناتون) قد شارك والده في العرش وهو من انهي عباده آمون.

## مقبرته
توفى أمنحتب الثالث بعد أن حكم لمدة 38 عام وهو في سن الخمسين ربما بسبب مرض غير معلوم، واكتشفت المقبرة التي اعدها لنفسه في عام 1799 وهى المقبرة رقم 22 بوادي الملوك واكتشفها جولوه ودفلييه وقد وجدت فارغة والجدران مهدمة بفعل الضغط والعوامل الجوية ولم تكن مومياؤه بداخلها حيث وجدت مومياؤه في مقبرة بالقرب من الدير البحري وتم أخفاؤها بواسطة الكهنة واكتشفت في عام 1881.

## اقرأ أيضا
- مقبرة غا
- مري رع